# Onthophagus montishannoniae
Onthophagus montishannoniae là một loài bọ cánh cứng trong họ Bọ hung (Scarabaeidae).